# アドプレックス
株式会社アドプレックスは、中国電力系の印刷会社である。

## 概要
1951年6月6日設立。中国電力の電柱広告から始まり、中国電力系の各種印刷業務を扱っている。
2015年7月1日に旧社名である産興より、アドプレックスへと社名を変更した。
2007年2月に100%子会社であった（株）ひろしまタウン情報（月刊タウン情報 ひろしま(Tj Hiroshima)の発行）および（株）D-NET中国（インターネット業務）と合併した。

## 主な業務
- 印刷
- 広告代理
  - 電柱広告
  - 一般広告
  - イベント
- 物品販売
  - 月刊タウン情報 ひろしま
  - プラモデル

産興時代に原爆ドームの1/250スケール・プラモデルを販売していた。
- 採用支援
  - マイナビおよびマイナビ転職の広島地区総代理店
- 中国電力系施設の管理運営

## 事業所
- 本社・工場：広島市中区舟入南一丁目1番18号
- 坂印刷センター：広島県安芸郡坂町平成ヶ浜三丁目3番48号
- 事業所
  - 山陰支社：松江市母衣町115
  - 岡山支社：岡山市北区内山下一丁目4番9号
  - 山口支社：山口市白石一丁目2番7号
  - 鳥取営業所：鳥取市新品治町1-2
  - 福山営業所：福山市沖野上町一丁目7番28号